# All Comers Round
All Comers Round var beteckningen på en del av en tennisturnering där alla deltagare utom det föregående årets mästare ("regerande mästaren"), spelade sig igenom varje omgång. I händelse av seger fick spelaren delta i nästa omgång, ända till han eller hon eventuellt nådde fram till finalen i All Comers Round. Segraren i finalen fick sedan möta titelförsvararen i "Challenge Round" som således var turneringens slutfinal.
Systemet användes i Wimbledonmästerskapen 1878-1922, Amerikanska mästerskapen 1884-1912 och i Davis Cup 1901-72.